# 결선투표제
결선투표제(決選投票制, 영어: runoff voting, ballotage)는 선거에서 '일정 득표율 이상'이 당선조건일 때, 이를 만족하는 후보가 없을 시, 득표수 순으로 상위 후보 몇 명만을 대상으로 2차 투표를 실시하여 당선자를 결정하는 방식이다. 2회투표제(二回投票制, 영어: two-round system, second ballot)라고도 부른다.

## 방식
일반적 방식
결선투표제를 채택하더라도 세부적인 방식은 차이가 있을 수 있다. 우선 일반적으로 쓰이는 방식은 다음과 같다. 1차 투표에서 과반 득표자가 나오면 그를 당선자로 정한다. 반면 과반 득표자가 나오지 않은 경우, 1차 투표에서의 상위 2명만을 대상으로 2차 투표(결선투표)를 실시하여 그 중 1위를 당선자로 정한다. 참고로 이하의 내용에서도 다른 얘기가 없는 한, 일반적 방식의 결선투표제를 전제로 하여 서술하였음을 일러 둔다.
기타 방식
일반적 방식과 달리 1차 투표의 상위 2명뿐만 아니라, 상위 2명 안에는 들지 못하였지만 1차 투표에서 일정 이상의 득표율을 올린 자도 2차 투표에 진출시키는 경우가 있다. 아래에서 설명하는 프랑스 하원 선거가 그러하다. 경우에 따라서는 2차 투표에서 후보를 제외하는 규칙 없이, 표를 적게 얻은 후보가 스스로 물러나는 방식을 택하기도 한다. 독일 바이마르 공화국의 1925년과 1932년 대통령 선거에서는 2차 투표에 원하는 후보는 누구나 참여할 수 있었다. 두 차례 치러진 선거에서 공산당 후보인 에른스트 텔만은 사퇴하지 않고 두 차례 투표에 모두 참여하였다. 텔만의 참여는 1925년 선거에서 파울 폰 힌덴부르크(득표율 48.3%)이 빌헬름 마르크스를 이기는 데 영향을 주었다.
또한 1차 투표만으로 당선자가 결정되기 위한 조건이 과반 득표가 아닌 곳도 있다. 가령 코스타리카는 1차 투표의 1위 후보가 40% 이상 득표한 경우 당선자로 결정되고, 시에라리온에서는 55%를 당선기준으로 정하고 있다. 아르헨티나와 에콰도르에서는 1차 투표에서 40% 이상을 득표한 1위 후보라도 2위와의 득표율 차가 10% 이상이어야 결선투표없이 당선된다. 또 1차 투표에서 1위와 2위 간 일정한 득표차 이상일 경우에는 1위가 과반 득표 등 일정 이상의 득표율을 올리지 못하였더라도 당선되도록 규정한 국가도 있다.
프랑스의 경우
프랑스의 대선과 총선에서 적용되는 결선투표 방식에는 차이가 있다. 대선은 1차에서 과반 득표자가 없으면 상위 득표자 2인이 경쟁하는 일반적인 방식을 쓴다. 반면 프랑스의 하원 선거에서는 다른 방식을 쓴다. 즉 1차 투표에서 총 유효 투표수의 50% 이상을 얻고, 동시에 총 유권자수의 25% 이상을 득표한 후보가 있다면 당선자로 결정한다. 그리고 만약 1차 투표에서 이 두 조건을 만족하는 후보가 나오지 않는다면, 1차 투표에서 총 유권자수의 12.5% 이상의 표를 얻었거나, 득표율 상위 두 명에 오른 후보를 대상으로 2차 투표를 실시한다. 그리고 2차 투표에서는 최다 득표자를 당선자로 결정한다. 한편 이때 2차 투표에는 좌파와 우파에서 한 명씩의 후보가 오르는 경우가 많다. 만약 3명 이상이 결선투표에 오른 경우에는 하위권 후보가 같은 성향의 다른 후보를 지지하며 사퇴하기도 한다.

## 예

### 예1
후식을 고르는 투표를 한다고 가정하자. 25명이 참여하고, 후보로는 아이스크림, 애플파이, 과일, 채소가 있다.
1차 투표
- 아이스크림: 10표
- 애플파이: 6표
- 과일: 8표
- 채소: 1표

2차 투표: 과반수인 13표 이상을 얻은 후보가 없으므로, 1차 투표의 득표수 1위인 아이스크림과 2위인 과일을 대상으로 결선투표를 실시했다. 애플파이와 채소가 후보에서 제외되었으므로 이를 골랐던 투표자는 새로운 선택을 해야 한다. 건강을 위해 채소를 골랐던 사람은 과일에 투표를 했다. 애플파이를 골랐던 사람들은 취향에 따라 3명은 아이스크림, 3명은 과일을 골랐다. 첫 번째에서 아이스크림과 과일을 골랐던 사람은 선택을 바꾸지 않았다. 그 결과:
- 아이스크림: 13표
- 과일: 12표

최종 결과: 아이스크림이 과반수의 표를 얻어 후식으로 채택되었다.

### 예2
미국 테네시주의 주민들이 테네시 주의 주도를 선정하기 위한 투표를 한다고 가정하자. 편의상 테네시주 주민은 네 도시에만 모여 있다고 가정하고, 투표자는 자신이 사는 곳에서 가장 가까운 곳이 주도가 되기를 원한다고 하자.
후보 도시는
- 멤피스(Memphis): 테네시 주의 가장 큰 도시. 42%의 유권자가 살고 있으나, 다른 도시와의 거리가 멀다.
- 내슈빌(Nashville): 26%의 유권자가 살고 있다.
- 녹스빌(Knoxville): 17%의 유권자가 살고 있다.
- 채터누가(Chattanooga): 15%의 유권자가 살고 있다.

1차 투표
- 멤피스: 42%
- 내슈빌: 26%
- 녹스빌: 17%
- 채터누가: 15%

2차 투표: 과반수의 표를 얻은 후보가 없으므로, 녹스빌과 채터누가를 제외하고 멤피스와 내슈빌을 대상으로 2차 투표가 실시된다. 녹스빌과 채터누가는 모두 멤피스보다는 내슈빌이 더 가까우므로, 녹스빌과 채터누가를 선택했던 유권자는 2차 투표에서 내슈빌을 선택하였다.
- 내슈빌: 58%
- 멤피스: 42%

최종 결과: 2차 투표에서 내슈빌은 과반수의 표를 얻어 주도로 선정되었다. 내슈빌은 1차 투표에서 26%를 얻어 멤피스에 비해 한참 뒤졌으나, 2차 투표에서 순위가 바뀌었다.

### 2002년 프랑스 대선 - 결선투표제하에서도 후보 단일화가 필요할 수 있음을 보여주는 사례
2002년 프랑스 대통령 선거에서 언론은 양대 정당의 후보였던 우파 성향의 자크 시라크와 좌파 성향의 리오넬 조스팽을 결선투표 진출 후보로 점쳤다. 그리고 여론조사 결과, 결선에서 조스팽을 지지하겠다는 유권자가 시라크를 지지하겠다는 유권자보다 훨씬 많았다. 그러자 좌파 진영은 "결선에만 오르면 좌파 후보 누구라도 시라크를 이길 수 있겠다"는 믿음을 가졌고, 이는 좌파 후보들의 난립을 초래하였다. 그 결과 좌파 지지자들의 표가 분산되었고, 이 바람에 정작 결선에 오른 후보는 우파 시라크와 극우파 장 마리 르 펜이었다. 당시 좌파 후보들의 득표율 총합은 60%를 넘었다. 그럼에도 불구하고 프랑스 유권자들은 결선에서 우파 후보들 중에서만 한 명을 택해야 하는 아이러니한 상황을 맞은 것이다.
1차 투표 결과

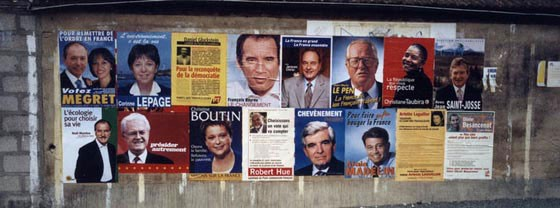
후보가 난립하였던 2002년 프랑스 대통령 선거의 벽보

- 자크 시라크: 19.88% (결선진출)
- 장마리 르 펜: 16.88% (결선진출)
- 리오넬 조스팽: 16.18% (결선진출 실패)

한편 르 펜은 극우파여서, 좌파 지지자들로서는 결선에서 상대적으로 온건한 시라크에게 표를 던질 수밖에 없었고, 그 결과 시라크가 82.21%의 사상 유례없는 압도적 득표율로 당선되었다. 운 좋게 승리한 시라크는 당선 이후 "좌파의 지지에 감사한다"고 밝혔다.
2차 투표 결과
- 자크 시라크: 82.21% (당선)
- 장마리 르 펜: 17.79% (낙선)

이 선거에서는 (사전 여론조사 및 1차 투표 결과로 비추어 볼 때) 좌파 지지 유권자가 우파 지지 유권자보다 훨씬 많았음에도 불구하고, 결과는 우파 후보의 당선으로 나타났다. 이는 결선투표제하에서도 후보 단일화의 필요성이 제기될 수 있음을 보여주는 대표적인 사례다. 한편 최저 득표자를 탈락시키는 선거를 반복해서 했다면, 좌파 후보들 중에서 한 명(아마도 조스팽)이 당선되었겠지만, 이 방식은 지나치게 번거롭다는 문제가 있다. 그런데 이 번거로움을 해결해주는 제도가 있다. 바로 선호투표제다. 선호투표제에 대해서는 이 문서의 아래 문단 및 선호투표제 문서를 참조 바람. 그리고 2002년 프랑스 대선이 선호투표제로 치러졌을 경우의 결과는 《2002년 프랑스 대선이 선호투표제로 치러졌다면?》을 참조 바람.

## 장점
결선투표제는 당선자의 대표성을 확보할 수 있다. 가령 대표성을 갖추기 위해 총 유효 투표수의 과반 득표가 필요하다고 생각한다면 과반 득표를 당선조건으로 정하고, 1차 투표에서 과반 득표자가 없을 시 상위 2명을 대상으로 재투표하는 방식의 결선투표제를 채택하면 된다. 또한 만약 대표성을 갖추기 위해 총 유표 투표수의 1/3을 초과하는 득표가 필요하다고 생각한다면 총 유표 투표수의 1/3 초과 득표를 당선조건으로 정하고, 1차 투표에서 이를 만족하는 후보가 없을 시 상위 3명을 대상으로 재투표하는 방식의 결선투표제를 채택하면 된다.

### 사표 발생률 억제
사표(死票)란 당선에 기여하지 못한 표, 즉 결과적으로 낙선자에게 던져진 표를 말한다. 단순 다수제에서는 가령 30%의 득표율로도 당선이 될 수 있다. 이 경우 70%의 표는 사표가 되는 것이다. 한편 사표가 많이 나오면 선거 결과가 국민 전체의 의사와 동떨어질 가능성이 높다. 하지만 (일반적 방식의) 결선투표제를 채택할 경우, 당선자는 반드시 50%를 초과하는 득표를 하게 되므로 사표를 50% 미만으로 억제할 수 있다.

### 콩도르세패자(예: 87년 노태우 후보)의 당선 불가능
총 100명의 유권자들을 세 후보 A, B, C에 대한 선호 순서에 의해 구분하면 아래와 같다. 가령 A>B>C 순으로 후보를 선호하는 유권자는 10명임을 아래 표를 통해 알 수 있다.
| 선호 순서 | 인원 | 인원 |
| ① A>B>C   | 10명 | 40명 |
| ② A>C>B   | 30명 | 40명 |
| ③ B>A>C   | 5명  | 35명 |
| ④ B>C>A   | 30명 | 35명 |
| ⑤ C>A>B   | 0명  | 25명 |
| ⑥ C>B>A   | 25명 | 25명 |

그리고 위 자료를 바탕으로 후보 간 일대일 대결을 할 경우, 각 결과를 정리하면 아래와 같다.
| 일대일 대결 상대 | 일대일 대결 상대 | 결과 | 결과                          |
| 일대일 대결 상대 | 일대일 대결 상대 | 승자 | 득표                          |
| A vs B           | A vs B           | B    | A: 40표(①+②+⑤) B: 60표(③+④+⑥) |
| A vs C           | A vs C           | C    | A: 45표(①+②+③) C: 55표(④+⑤+⑥) |
| B vs C           | B vs C           | C    | B: 45표(①+③+④) C: 55표(②+⑤+⑥) |

위의 표에서 확인할 수 있듯이, A는 어느 누구와 일대일 대결을 하여도 진다. 이처럼 다른 모든 후보들과의 일대일 대결에서 지는 후보가 있을 시, 그 자를 콩도르세 패자(Condorcet loser)라고 한다. 반면 C는 어느 누구와 일대일 대결을 하여도 이긴다. 이처럼 다른 모든 후보들과의 일대일 대결에서 이기는 후보가 있을 시, 그 자를 콩도르세 승자(Condorcet winner)라고 한다. 즉 위의 경우 A는 콩도르세 패자고. C는 콩도르세 승자다. 한편 콩도르세 승자는 선호도가 가장 높은 후보, 콩도르세 패자는 선호도가 가장 낮은 후보로 이해되고 있다. 그리고 많은 학자들은 공정한 투표제도가 갖춰야 할 조건의 하나로 '만약 콩도르세 승자가 있다면 그는 당선되어야 하고, 만약 콩도르세 패자가 있다면 그는 당선되어선 안된다.'를 제시하고 있다.
그런데 세 후보 간 3자 대결을 하면, 아래 표에서 보듯이 콩도르세 패자인 A가 1위를 하여 당선되고, 콩도르세 승자인 C는 꼴찌가 된다.
| 3자 대결    | 3자 대결    | 결과 | 결과                                   |
| 3자 대결    | 3자 대결    | 승자 | 득표                                   |
| A vs B vs C | A vs B vs C | A    | A: 40표(①+②) B: 35표(③+④) C: 25표(⑤+⑥) |

이처럼 단순 다수결에 의한 투표제도, 즉 단순 다수제에서는 후보가 3명 이상일 경우, 콩도르세 패자가 당선되거나, 콩도르세 승자가 낙선되는 이상한 일이 벌어질 수도 있다. 대표적인 사례가 1987년 대한민국 대통령 선거다. 당시 여권에선 노태우 후보가, 야권에선 김영삼 후보와 김대중 후보가 출마하였다. 각 후보에 대한 지지도 자료에 의하면, 김영삼 후보는 노태우 후보와의 일대일 맞대결에서 이길 뿐만 아니라 김대중 후보와의 일대일 맞대결에서도 이기는 것으로 분석되었다. 반면 노태우 후보는 다른 두 후보와의 일대일 맞대결에서 지는 것으로 분석되었다. 즉 김영삼 후보는 콩도르세 승자, 노태우 후보는 콩도르세 패자였다. 따라서 당시 노태우 후보는 선호도가 가장 낮은 후보였다고 할 수 있다. 그러나 선거 결과, 콩드르세 패자인 노태우 후보가 36.6%의 표를 얻어 대통령에 당선되었다.
그런데 만약 선거가 결선투표제로 치러진다면, 콩도르세 패자의 당선은 불가능하다. 이유를 설명하면 다음과 같다. 결선투표제에서 당선되기 위해서는 과반 득표를 해야 한다. 그런데 콩도르세 패자는 1차 투표에서든, 2차 투표에서든 과반 득표를 할 수가 없다. 왜냐하면 다자(多者)대결로 펼쳐지는, 즉 모든 후보들이 참여하는 1차 투표에서 과반 득표를 한 자가 있다면 그는 콩도르세 패자가 아니라 콩도르세 승자이고, 콩도르세 패자는 그 정의상 일대일 대결로 펼쳐지는 2차 투표에서 과반 득표를 할 수 없기 때문이다. 따라서 만약 위 1987년의 선거에 결선투표제가 채택되어 있었다면, 콩도르세 패자인 노태우 후보의 당선은 일어나지 않았을 것이다.

## 단점
이하의 단점 중 '콩도르세 승자의 낙선 가능'은 단순 다수제에도 있는 단점이고, 나머지는 단순 다수제에는 없는 단점이다.

### 단조성 조건 불충족 - 지지가 늘어났기 때문에 낙선하는 기현상 발생 가능
학자들이 말하는 공정한 투표제도가 갖춰야 할 조건 중 한 가지가 단조성인데, 어떤 후보에 대한 지지가 늘어났으면 그 후보가 불리해지지 않아야 한다는 것이다. 그런데 결선투표제는 이 단조성 조건을 충족시키지 못한다. 구체적인 사례를 들어 설명하면 다음과 같다.
결선투표제로 치러지는 선거에 A, B, C 가 출마했다. 총 100명의 유권자가 투표하는데, 이들을 후보들에 대한 선호 순서에 따라 구분하면 다음과 같다. (아래의 표에서 가령 A>B>C 라는 것은 A를 가장 선호하고, 그 다음으로 B, C의 순서로 선호한다는 뜻이다.)
| 선호 순서 | 인원 | 인원 |
| A>B>C     | 10명 | 40명 |
| A>C>B     | 30명 | 40명 |
| B>A>C     | 9명  | 33명 |
| B>C>A     | 24명 | 33명 |
| C>A>B     | 11명 | 27명 |
| C>B>A     | 16명 | 27명 |

만약 이대로 선거가 치러진다면 A와 B가 결선에 진출하며, C는 탈락된다. 그리고 결선에서 A가 B를 누르고(A: 51표, B: 49표) 당선된다. 그런데 선거일을 앞두고 A가 쓴 책이 큰 인기를 끄는 바람에 A를 지지하는 사람이 더 늘어났다고 하자. 지지자가 늘었으니 당연히 A의 당선이 더욱 더 확고해져야 한다. 그러나 결선투표제에서는 지지자가 늘어나는 것이 오히려 역효과를 낼 수도 있다. 예컨대 책 출판 후에 A를 지지하기로 마음을 바꾼 사람들이 모두 전에는 B를 지지하던 사람들, 그 중에서도 B>A>C의 선호 순서를 가진 사람들이었다고 하자. 그렇게 되면 1차 투표 결과, A가 49표, B가 24표, C가 27표를 얻어 A와 C가 결선에 진출하며, B는 탈락한다. 그리고 결선에서는 C가 A를 누르고(A: 49표, C: 51표) 당선된다. 결국 A에 대한 지지도가 높아졌는데, 이 때문에 A가 탈락하게 되는 이상한 일이 벌어진 것이다.
상식적으로 생각할 때 정상적인 투표제도라고 하면 지지도가 높아질수록 당선가능성도 높아져야 한다. 지지도를 최대한 정확하게 반영하는 투표제도가 공정한 제도다. 이런 점에서 보면 결선투표제는 공정한 제도가 아니다.

### 콩도르세 승자의 낙선 가능
학자들은 공정한 투표제도가 갖춰야 할 조건으로 위에서 설명한 단조성을 포함하여 공통적으로 세 가지 조건을 제시한다. 그 밖에 많은 학자들은 콩도르세 조건을 추가하기도 한다. 콩도르세 조건은 '만약 콩도르세 승자가 있다면 그는 당선되어야 하고, 만약 콩도르세 패자가 있다면 그는 당선되어선 안된다.'는 것이다.
그런데 위 장점 문단에서 설명하고 있듯이, 결선투표제에서 콩도르세 패자의 당선은 불가능하다. 하지만 콩도르세 승자의 낙선은 일어날 수 있다. 구체적인 사례를 들어 설명하면 다음과 같다.
결선투표제로 치러지는 선거에 A, B, C 가 출마했다. 총 100명의 유권자가 투표하는데, 이들을 후보들에 대한 선호 순서에 따라 구분하면 다음과 같다. (아래의 표에서 가령 A>B>C 라는 것은 A를 가장 선호하고, 그 다음으로 B, C의 순서로 선호한다는 뜻이다.)
| 선호 순서 | 인원 | 인원 |
| A>B>C     | 10명 | 40명 |
| A>C>B     | 30명 | 40명 |
| B>A>C     | 5명  | 35명 |
| B>C>A     | 30명 | 35명 |
| C>A>B     | 15명 | 25명 |
| C>B>A     | 10명 | 25명 |

이 경우, 만약 C가 A와 일대일 대결을 하면 C가 55표, A가 45표를 얻어 C가 이긴다. 또한 B와 일대일 대결을 하여도 C가 55표, B가 45표를 얻어 C가 이긴다. 따라서 C는 콩도르세 승자다.
그런데 만약 3자 대결이 펼쳐진다면 이상한 일이 벌어진다. 즉 A가 40표, B가 35표, C가 25표를 얻어 C는 3위가 되는 것이다. 따라서 결선투표제로 펼쳐지는 위 선거에서 C는 1차 투표에서 탈락한다. 즉 콩도세르 승자가 낙선한다. 콩도세르 조건을 충족시키지 못하는 것이다. 만일 투표제도가 공정하다면, 당연히 선호도가 가장 높은 후보인 콩도세르 승자가 당선되어야 한다. 이런 점에서 보면 결선투표제는 공정한 제도라고 할 수 없다.

### 2회 투표에 따른 번거로움 및 비용
결선투표제에서는 투표를 두 차례 실시해야 할 수도 있다. 그나마 소규모의 선거라면 두 차례의 투표를 같은 날에 실시할 수도 있지만, 대통령 선거처럼 대규모 선거일 경우 두 차례 투표는 각기 다른 날에 열리는 것이 보통이다. 따라서 결선투표제는 투표를 한 차례만 하는 제도에 비해 번거로움이 있을 수 있고, 제반 비용이 더 소요될 수도 있다.

## 오해 - 결선투표제하에선 후보 단일화가 필요 없다(?)
'결선투표제하에선 후보 단일화가 필요 없다'는 생각은 결선투표제에 대한 대표적 오해다. 이러한 오해를 하는 이유는 아래와 같은 경우만을 생각하기 때문이다.
<사례> 대통령 선거에 보수 성향 후보는 1명(A), 진보 성향 후보는 2명(B, C)이 출마했다. 그리고 투표 전 여론조사 결과, 각 후보의 지지율이 A: 40%, B: 35%, C: 25%로 나타났다. 한편 보수 성향 후보와 진보 성향 후보가 일대일 대결할 경우에는 항상 진보 성향 후보가 이기는 것으로 나타났다.

만약 위 선거가 단순다수제로 치러진다면, 위와 같은 여론조사 결과를 접한 진보 진영에서는 B와 C간 후보 단일화의 필요성을 느낄 것이다. 하지만 위 선거가 결선투표제로 치러진다면, 진보 진영의 입장에선 여론조사 결과가 위와 같더라도 굳이 선거 전 인위적으로 단일화를 해야 할 필요는 없다. 왜냐하면 실제 1차 투표결과가 여론조사 결과대로 나타나더라도, 결선에선 보수 성향 후보 A와 진보 성향 후보 1명 간 일대일 대결이 펼쳐져, B, C간 단일화를 한 것 같은 대결구도가 자연스럽게 형성될 것이기 때문이다.
그러나 결선투표제하에서도 후보 단일화의 필요성이 제기될 수 있는 경우가 존재한다. 두 가지 예를 들어 설명하면 다음과 같다.
사례1 - 다대다 대결 구도
결선투표제로 치러지는 대통령 선거에 보수 성향의 후보는 2명(A, B), 진보 성향의 후보는 5명(C, D, E, F, G)이 출마했다. 그리고 투표 전 여론조사 결과, 각 후보의 지지율이 A: 20%, B: 20 %, C: 15%, D: 15%, E: 10%, F: 10%, G: 10%로 나타났다.

여론조사에 따르면 보수 성향 후보에 대한 지지율의 총합은 40%인 반면, 진보 성향 후보에 대한 지지율의 총합은 60%다. 그럼에도 불구하고 1차 투표 결과가 여론조사대로 나타난다면, 보수 성향 후보인 A와 B만이 결선투표에 오르게 된다. 따라서 진보 진영에서는 이러한 최악의 결과를 막기 위해, 진보 성향 후보 단일화의 필요성이 제기될 것이다.
이와 관련한 실제 사례는 2002년 프랑스 대통령 선거다. 당시 투표 전 여론조사 및 1차 투표 결과로 비추어 볼 때, 좌파 지지자들이 우파 지지자들보다 훨씬 많았다. 하지만 좌파 성향 후보가 난립하는 바람에 좌파 지지자들의 표가 분산되어, 우파 후보들만이 2차 투표에 진출하게 되었다. 만약 당시 좌파 후보들 간에 후보 단일화를 이루었다면 아마도 2차 투표 없이 1차 투표에서 바로 좌파 후보가 당선되었을 것이다.
사례2 - 일대다 대결 구도
일대다 대결 구도에서도 경우에 따라 후보 단일화의 필요성이 제기될 수 있다.
결선투표제로 치러지는 대통령 선거에 보수 성향의 후보 1명(A), 진보 성향의 후보는 2명(B, C)이 출마하였다. 그리고 투표 전 여론조사 결과, 각 후보의 지지율이 A: 40%, B: 35%, C: 25%로 나타났다. 또한 보수 성향 후보와 진보 성향 후보의 일대일 대결시, 대결상대에 따라 승패가 달라지는 것으로 나타났다. 즉 A와 B가 대결하면 보수 성향 후보인 A가 승리(A 51%, B 49%)하지만, A와 C가 대결하면 진보 성향 후보인 C가 승리(A 40%, C 60%) 하는 것으로 나타났다.

이러한 지지율 상황대로라면 결선에서 A와 B의 대결이 펼쳐지고, 결국 보수 성향 후보인 A가 당선될 것이다. 반면 C로의 진보 후보 단일화를 한다면, 1차 투표에서 바로 C가 당선될 것이다. 따라서 이러한 지지율 상황하에서 C로선 진보 후보 단일화의 필요성을 느낄 것이다. 또한 진보 성향 후보의 당선을 바라는 진보 진영의 입장에서도 C로의 진보 후보 단일화 필요성을 느낄 것이다. 따라서 진보 진영에서는 C로의 진보 후보 단일화를 성사시키려는 움직임이 일어날 수 있다.

## 결선투표제를 개선한 제도 -선호투표제
결선투표제의 장점은 그대로 가지고 있으면서, 2002년 프랑스 대선에서처럼 결선투표제로서도 해결하지 못하는 상황까지 해결할 수 있고, 나아가 결선투표제의 단점 중 일부 사항을 보완한 제도가 있다. 호주 등에서 실시하고 있는 선호투표제가 바로 그것이다. 선호투표제는 투표자에게 입후보자 전원의 선호 순위를 매겨 기표케 하고, 1순위 선호를 기준으로 우선 집계해 여기서 과반 득표자가 나오지 않을 경우 최저 득표자를 탈락시킨 뒤, 최저 득표자가 받은 표를 해당 표에 적혀 있는 2순위 후보들에게 나눠주어 합산하는 방식으로, 과반 득표자가 나올 때까지 이를 반복한다.
이 제도는 과반 득표자가 나올 때까지 최저 득표자 한 명씩을 탈락시켜 가며 재투표를 반복하는 셈인데, 다만 투표자는 번거롭게 여러 차례 투표할 필요가 없이 투표 용지에 미리 각 후보자에 대한 선호 순위를 기입해둠으로써 여러차례 투표하는 것을 대신할 수 있다. 단 1회의 투표만으로도 결선투표까지 한 것 같은 효과를 낼 수 있으므로 즉석 결선투표제라고도 불린다. 그러나 단순히 1차 투표 결과 발표 직후, 즉석에서 바로 결선투표를 한 것 이상의 긍정적 효과를 갖고 있다. 기타 자세한 내용은 선호투표제 문서를 참조.

## 채택 국가
결선투표제는 세계 여러 곳에서 대통령 선거나 의회 선거에 사용되고 있다. 대통령 선거에서 결선투표제를 채택하고 있는 국가는 2014년 기준 88개국이다. 특히 프랑스의 영향을 받은 아프리카 국가들 중 결선투표제를 채택한 곳이 많다.
구체적으로 살펴보면 프랑스의 대통령 선거 및 의회, 지방 선거 등에 사용되고 있으며, 가나, 과테말라, 도미니카 공화국, 동티모르, 루마니아, 불가리아, 브라질, 세네갈, 세르비아, 슬로바키아, 슬로베니아, 아르헨티나, 아프가니스탄, 에콰도르, 오스트리아, 우크라이나, 이집트, 인도네시아, 짐바브웨, 칠레, 코스타리카, 콜롬비아, 크로아티아, 페루, 포르투갈, 폴란드, 프랑스, 핀란드 등의 국가에서 대통령 선거에 사용하고 있다. 역사적으로는 1871년부터 1918년까지 독일 제국에서, 1908년과 1911년 뉴질랜드에서 사용된 적이 있다.

## 같이 보기
- 선호투표제
- 단기 이양식 투표 제도
- 투표의 역설(콩도르세의 역설)
- 불가능성 정리